# 다비트 묄러
다비트 묄러(독일어: David Möller, 1982년 1월 13일~)는 독일의 루지 선수, 지도자이다. 2010년 동계 올림픽 남자 1인승에서 은메달을 획득했고 세계 선수권 대회에서 금메달 4개, 은메달 1개, 동메달 1개, 유럽 선수권 대회에서 금메달 1개, 은메달 1개, 동메달 2개를 획득했다. 또한 루지 월드컵에서 종합 준우승 4회, 종합 3위 3회 달성했다.

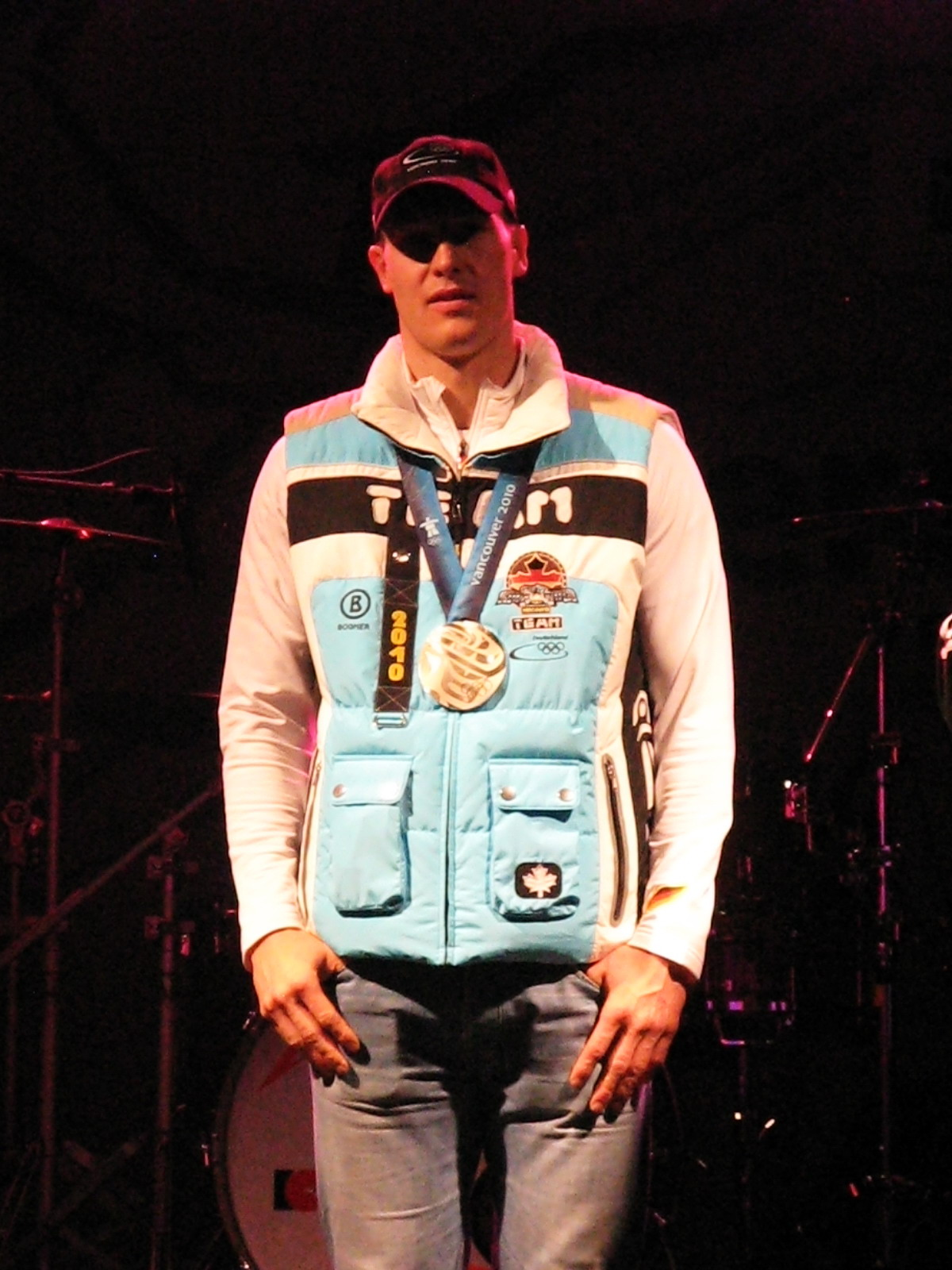
올림픽 은메달을 목에 건 묄러(2010년)